# 보카디요
보카디요(bocadillo, lit. '작은 한 입') 또는 보카타(bocata, 첼리 지방에서), 스페인에서는 바게트나 이와 유사한 빵을 세로로 자른 스페인식 빵으로 만든 샌드위치이다. 전통적으로 소박한 음식으로 여겨졌으며, 저렴한 가격 덕분에 시간이 지나면서 상징적인 요리로 발전했다. 스페인에서는 카페와 타파스 바에서 흔히 먹는다.
일부 보카디요는 마요네즈, 아욜리, 케첩, 머스터드 또는 토마토 소스와 같은 소스로 양념된다. 보통 차가운 맥주나 레드 와인, 음료, 커피 및 약간의 타파스와 함께 제공된다. 스페인의 여러 지역에서는 세라니토, 알무사페스, 에스가라트와 같이 다양한 종류의 보카디요를 맛볼 수 있다.

## 종류
스페인에는 다양한 보카디요가 있지만, 가장 대표적인 것을 꼽을 수 있다. 보카디요는 모로코 북부에서도 찾아볼 수 있다.

### 오믈렛
- 토르티야 (스페인 음식) (양파 유무에 따라 준비)
- 캄페라 오믈렛 (감자, 피망, 초리소로 준비)
- 하몬 오믈렛 (감자 대신 하몬으로 준비)
- 치즈 오믈렛
- 주키니 오믈렛
- 프렌치 오믈렛
- 마늘 오믈렛 (어린 마늘, 초록 마늘로 준비)
- 콩 오믈렛
- 가지 오믈렛
- 시금치 오믈렛
- 참치 오믈렛

### 콜드 미트
- 하몬 - 스페인식 건조 햄, 보통 올리브 오일과 함께 제공
- 삶은 햄과 치즈
- 베이컨과 치즈
- 모르타델라 (올리브 유무에 따라)
- 살치촌
- 살라미
- 파테, 파테 (음식)
- 소브라사다와 치즈

### 치즈
- 치즈
- 신선한 치즈에 기름과 토마토
- 멸치와 함께 바른 치즈
- 슬라이스 태즈매니아 페타 치즈

### 채식
- 토마토와 올리브 오일, 파 암 토마케트
- 피스토 (주키니, 토마토 소스, 피망, 잣으로 준비)
- 채식 (상추, 토마토, 올리브, 마요네즈로 준비)

### 소시지
- 치스토라
- 롱가니사 또는 블랑코 (흰색)
- 초리소 또는 로호 (빨간색)
- 모르시야 또는 네그로 (검은색)
- 블랑코 이 네그로 (롱가니사와 모르시야로 준비한 흰색과 검은색)
- 프랑크푸르트

### 고기
- 돼지 안심 (피망과 감자튀김 포함)
- 말고기
- 페추가 (닭고기 필레)
- 페피토 (소고기)
- 양고기

### 달걀
- 달걀 프라이 (일반적으로 다른 재료와 함께 제공)
- 레부엘토 데 후에보스, 달걀 스크램블

### 생선
- 칼라마레스, 오징어 튀김
- 푼티야스 또는 푼티야스 (튀긴 새끼 오징어)
- 칼라마레스 엔 수 틴타 (검은 먹물에 졸인 오징어)
- 올리브를 곁들인 참치
- 정어리
- 오징어
- 삶은 달걀을 곁들인 훈제 연어

### 단맛
- 초콜릿

### 기타
- 브라스카다 (소고기 안심, 스페인 햄, 튀긴 양파로 준비)
- 키케 (돼지 안심, 스페인 햄, 감자튀김, 달걀 프라이, 튀긴 양파, 마요네즈로 준비)
- 파스콸라 (말 안심, 베이컨, 토마토 소스로 준비)
- 파스콸라 스페셜 (돼지 안심, 베이컨, 치즈, 토마토 소스로 준비)
- 코프라데
- 치비토[3]
- 에마누엘레 (초리소, 피망, 치즈, 아욜리 소스로 준비)
- 스페인 보카디요 (스페인 토르티야, 베이컨, 얇게 썬 신선한 토마토로 준비)
- 포르투갈 보카디요 (돼지고기 소시지, 감자튀김, 피망으로 준비)
- 툼바디토 (칠면조 안심, 피망, 치즈, 아욜리로 준비)

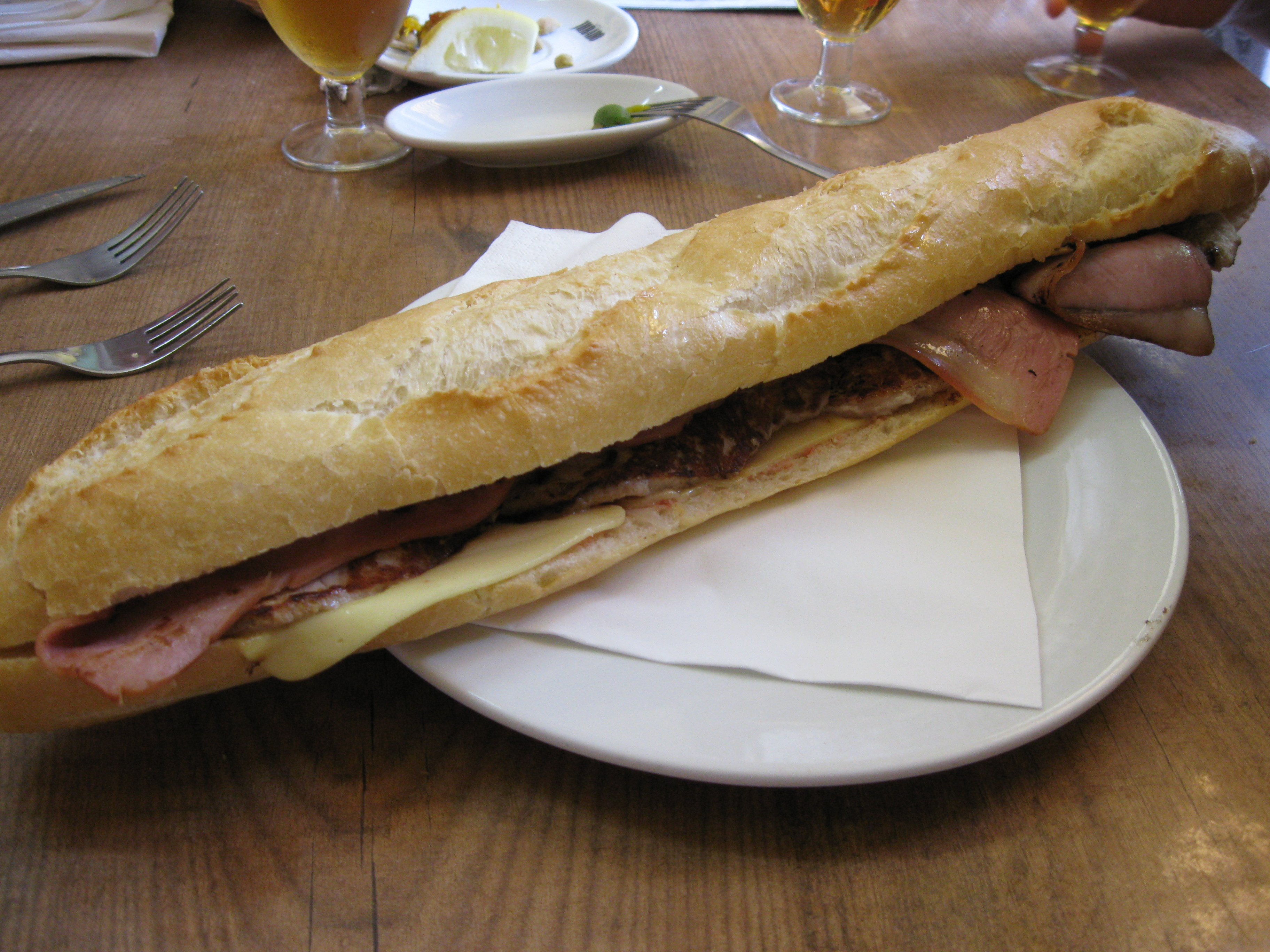
보카디요 파스콸라
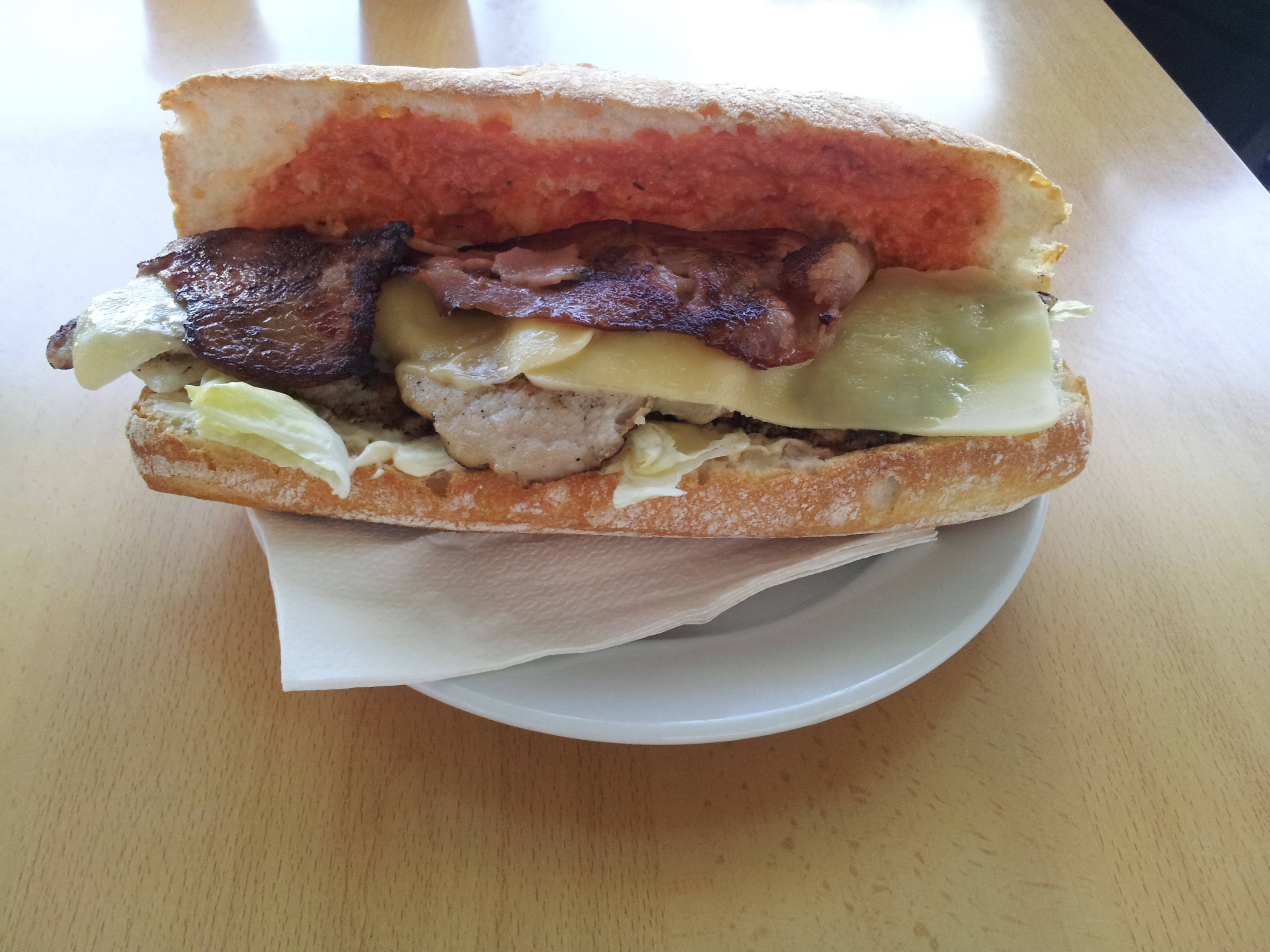
토마토 소스를 사용한 보카디요 치비토
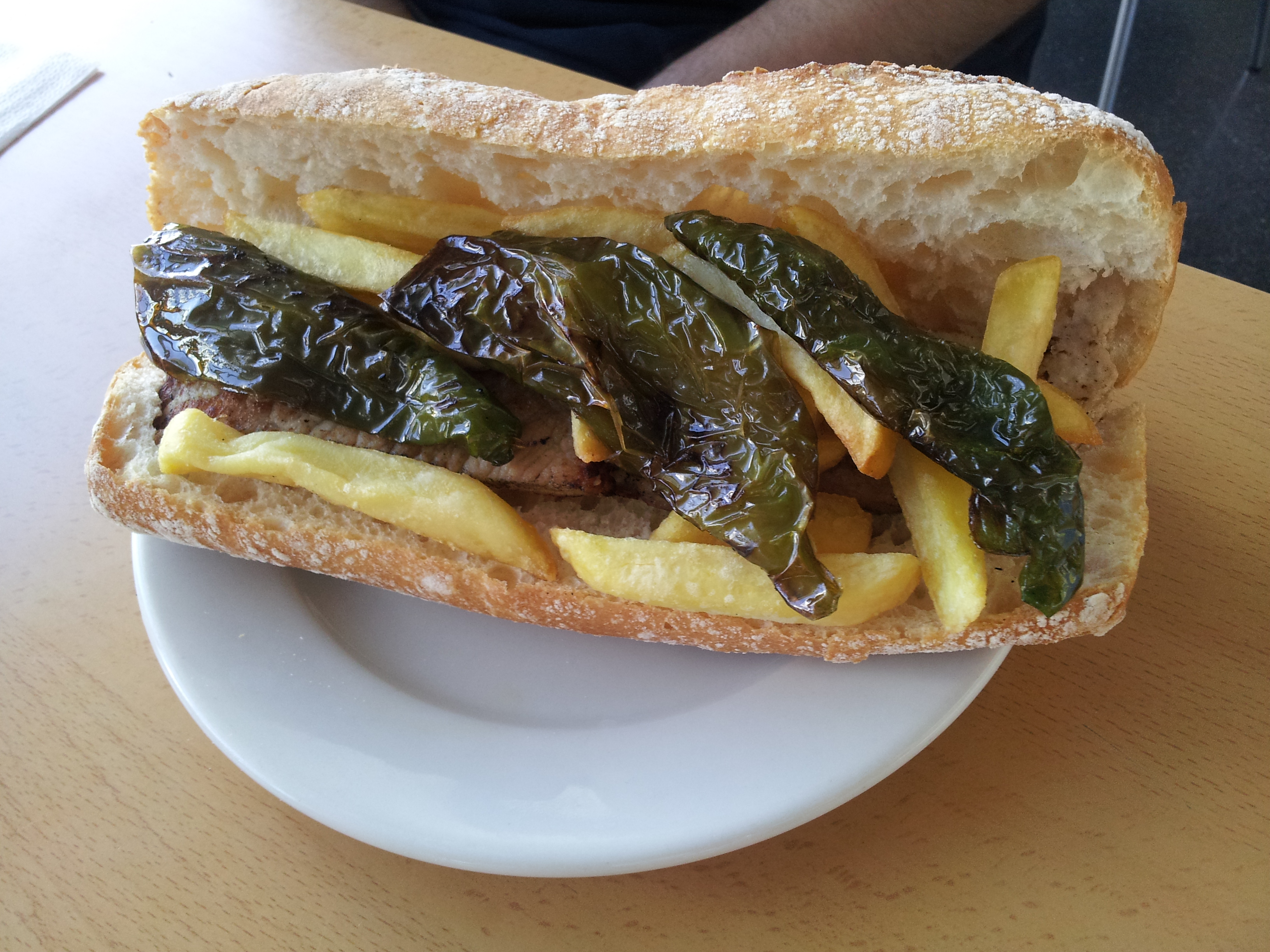
피망과 감자튀김을 곁들인 보카디요 돼지 안심
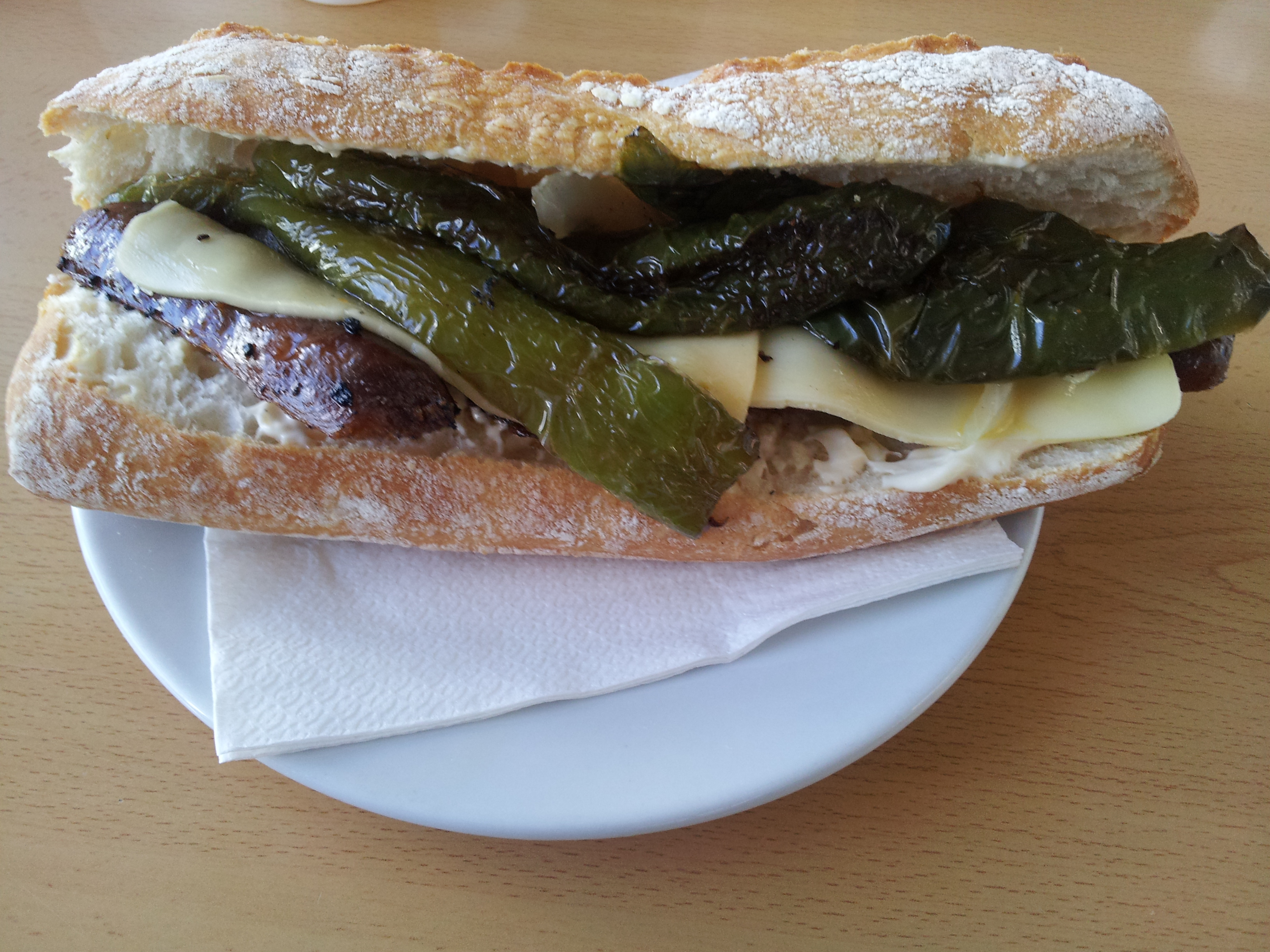
보카디요 에마누엘레
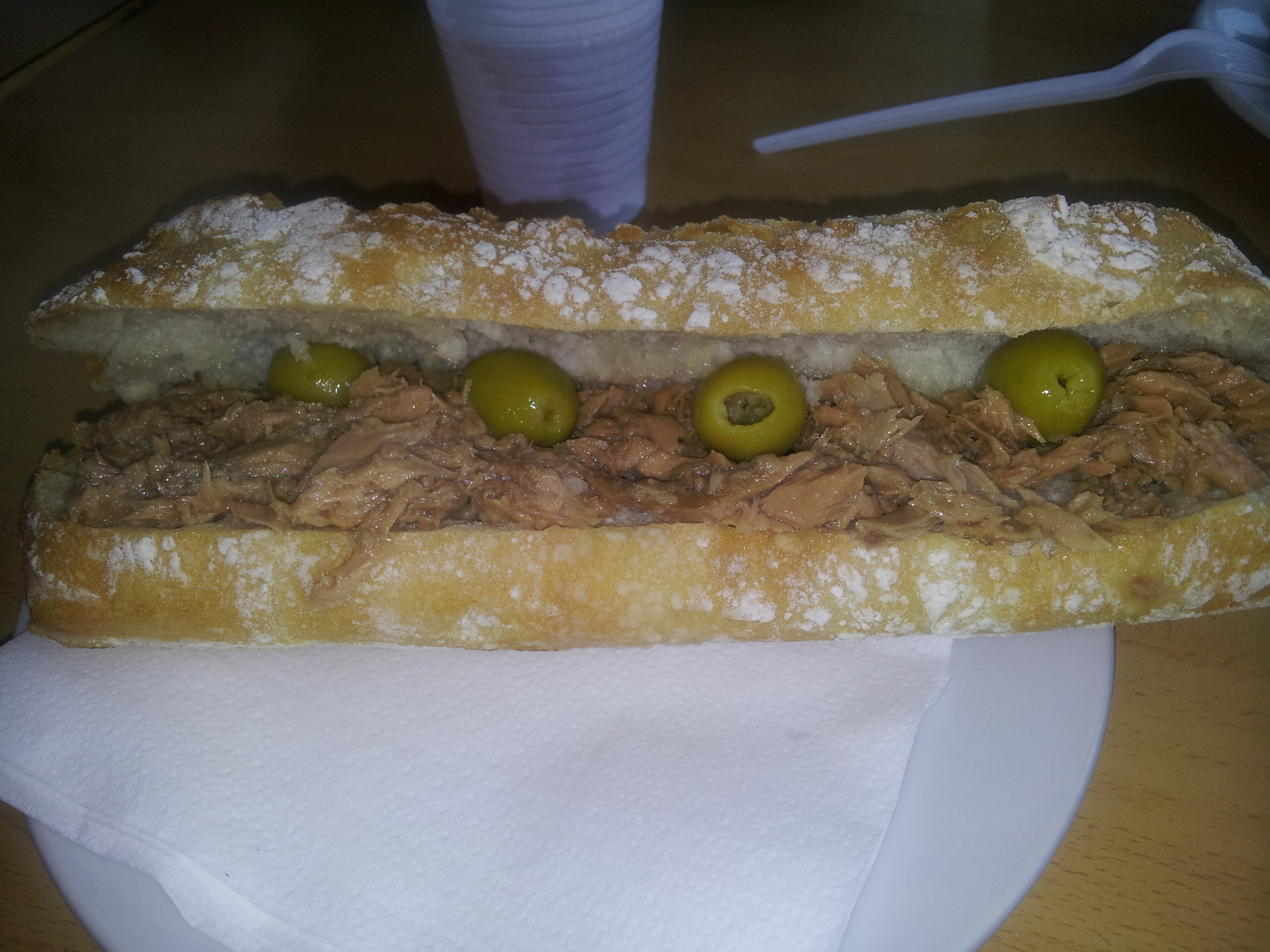
올리브를 곁들인 보카디요 참치
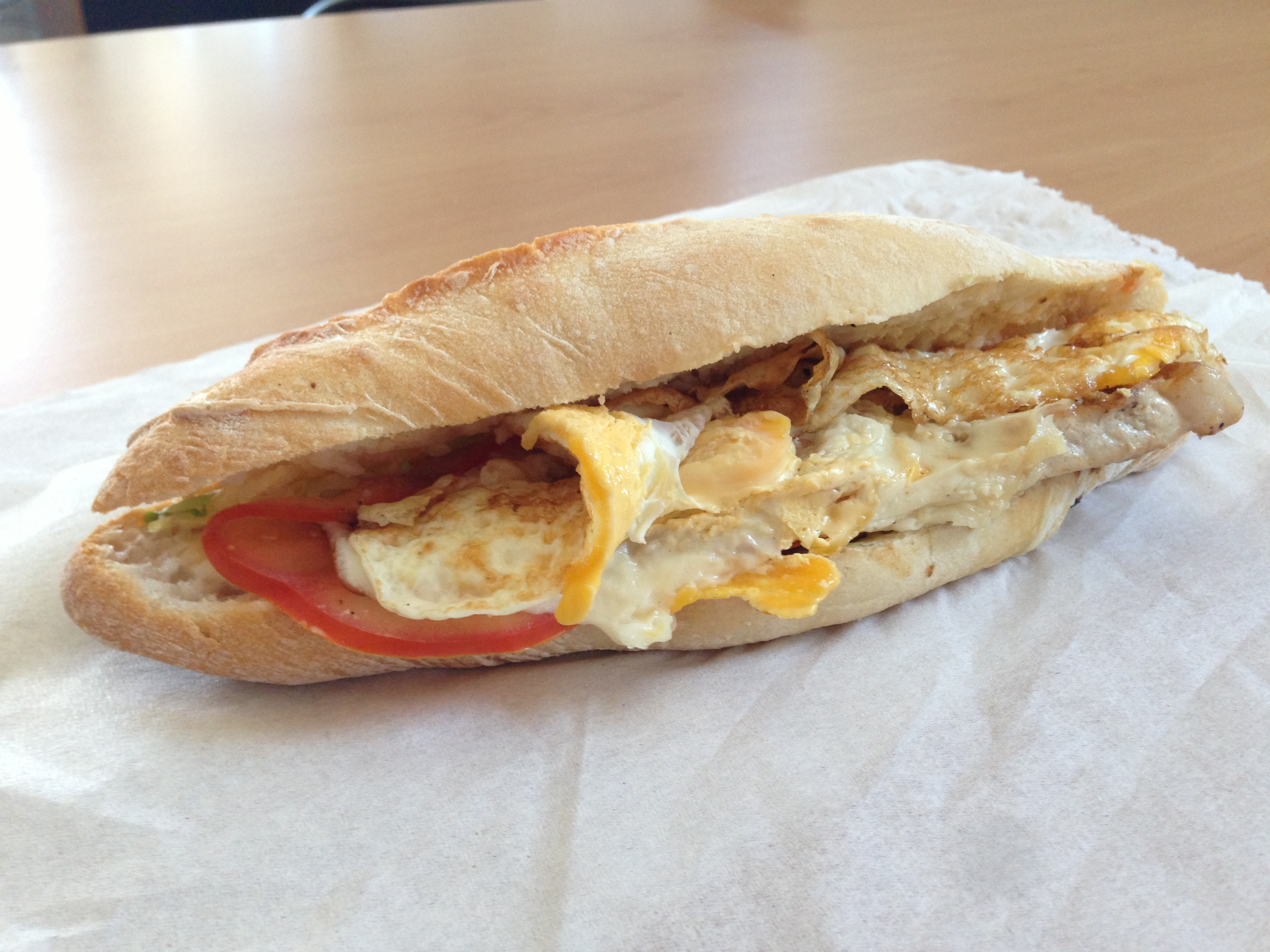
보카디요 치비토 (오리지널)
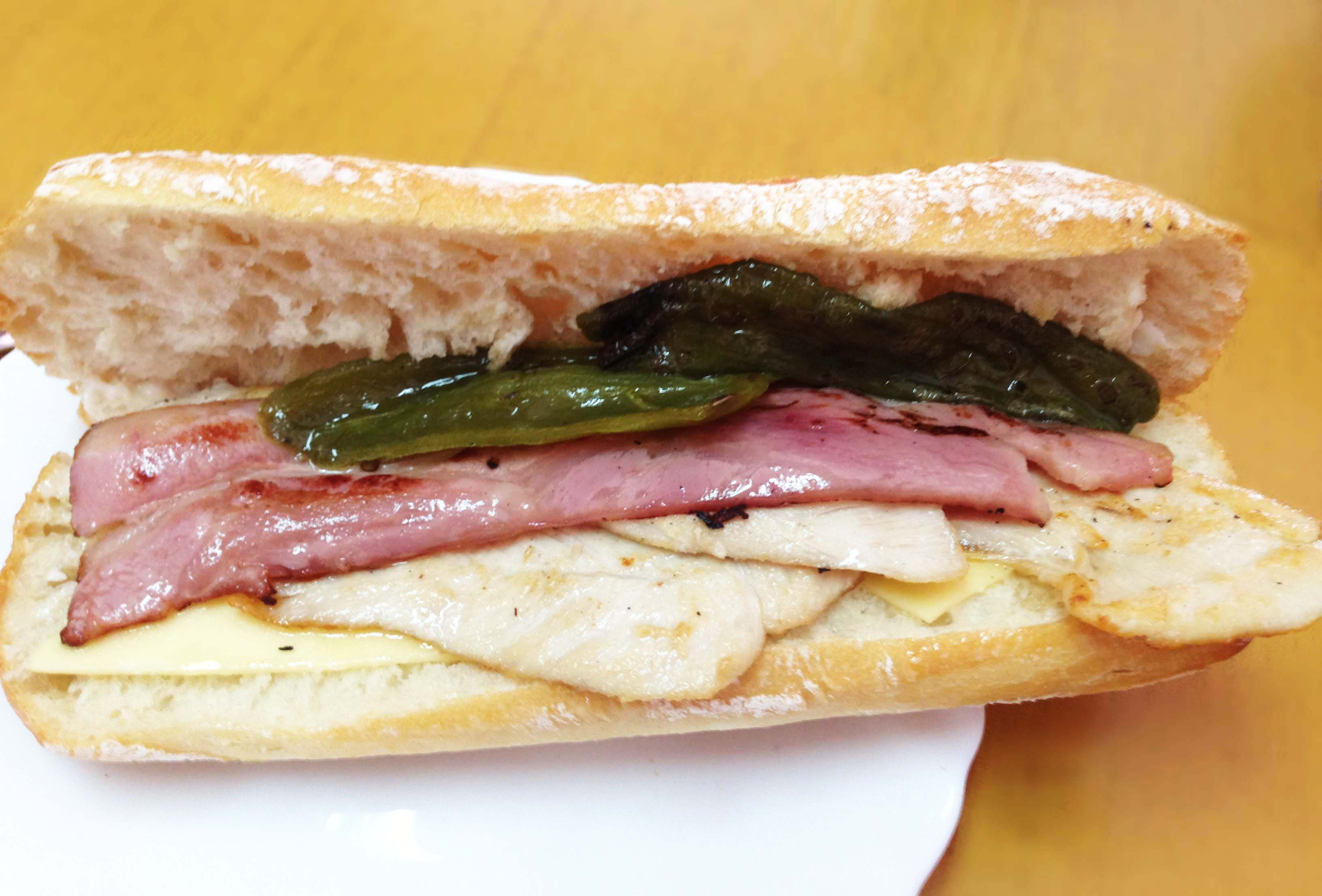
보카디요 툼바디토
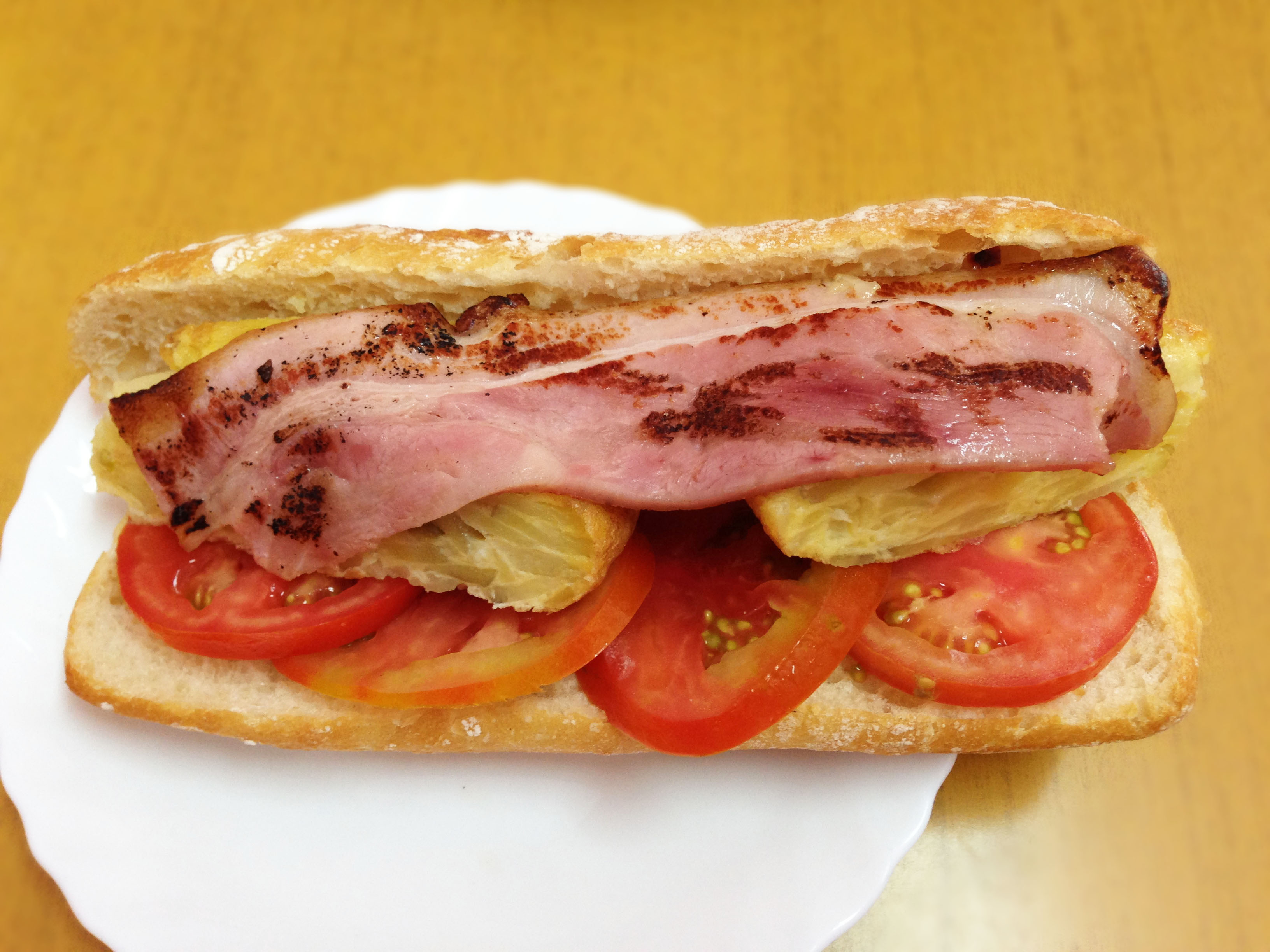
보카디요 에스파뇰
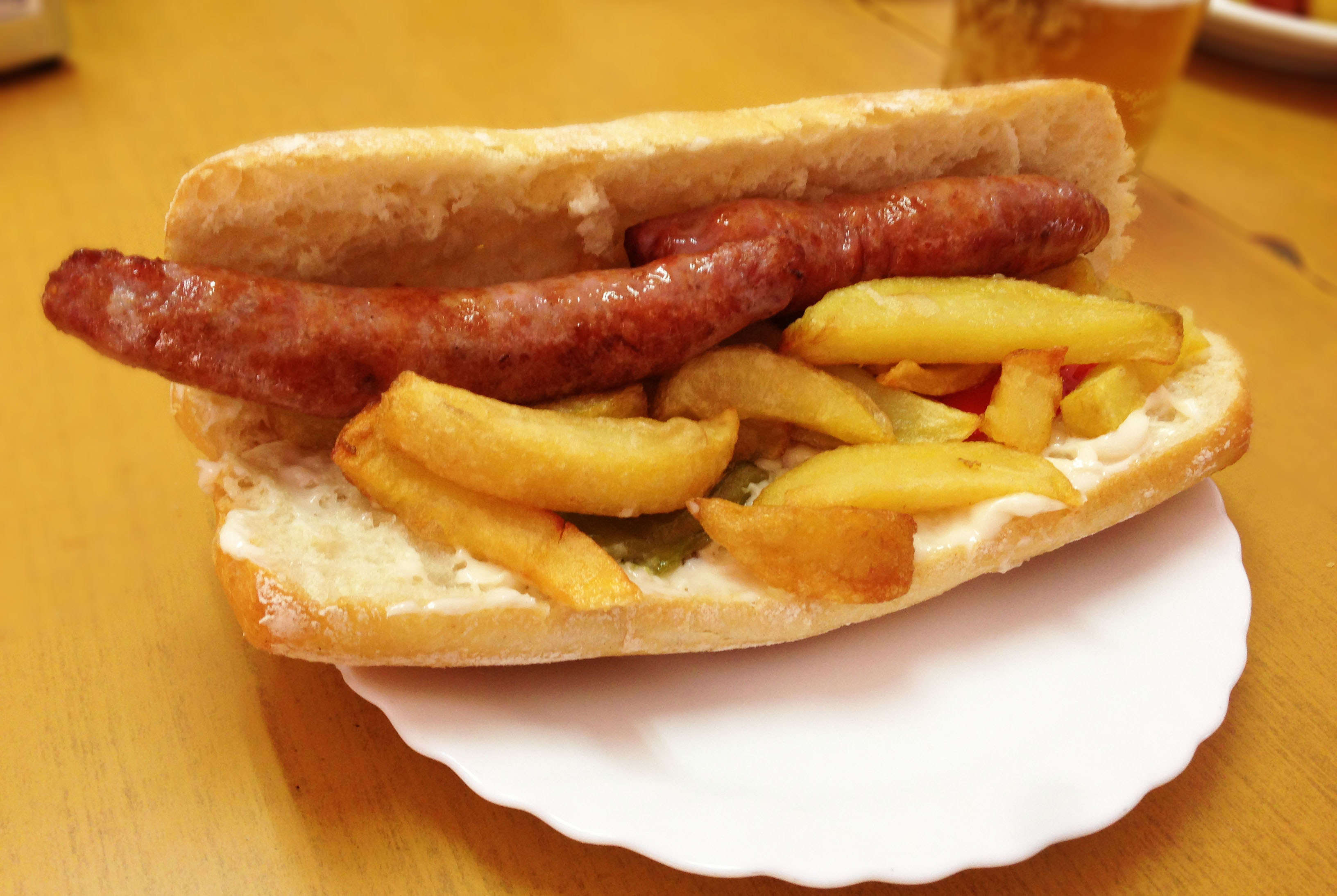
보카디요 포르투게스
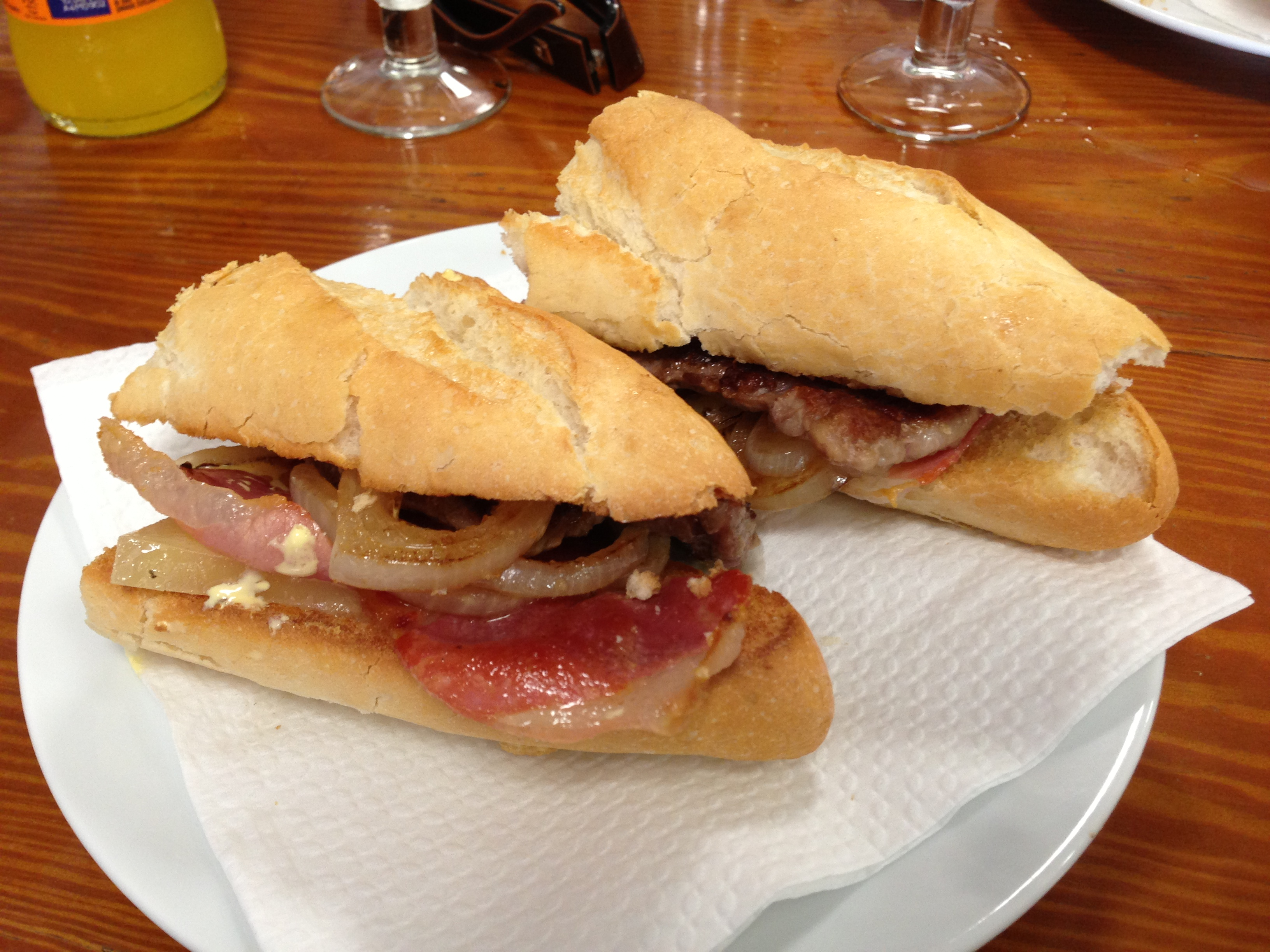
보카디요 브라스카다

## 같이 보기
- 샌드위치 목록 - 쿠바식 샌드위치